# Туфару (Олт)
Туфару (рум. Tufaru) насеље је у Румунији у округу Олт у општини Лељаска. Oпштина се налази на надморској висини од 327 m.

## Становништво
Према подацима из 2002. године у насељу је живело 101 становника, од којих су сви румунске националности.